# Jagdquartett
Das Jagdquartett ist ein Streichquartett von Wolfgang Amadeus Mozart in B-Dur, KV 458. Das Werk wurde im Jahre 1784 vollendet.
Das Streichquartett erhielt seinen Beinamen „Jagdquartett“ wegen des Beginns des ersten Satzes mit einem Thema aus Dreiklängen im 6/8-Takt, einer zum Jagen auffordernden Musik. Es ist nicht verbürgt, dass Mozart selbst diesen Beinamen verwendete. Das Streichquartett gehört zu den sechs Haydn gewidmeten Streichquartetten (sogenannte Haydn-Quartette KV 387, 421, 428, 458, 464, 465).

## Satzbezeichnungen
1. Allegro vivace assai
2. Menuetto and Trio. Moderato
3. Adagio
4. Allegro assai